# 沼澤鰍
沼澤鰍為輻鰭魚綱鯉形目鰍科的其中一種，為溫帶淡水魚，被IUCN列為易危保育類動物，分布於歐洲葡萄牙及西班牙淡水流域，體長可達13公分，棲息在沙底質、水淺的底層水域，以無脊椎動物及植物為食，繁殖期在5月至7月，生活習性不明，受環境污染及外來物種的威脅。

## 扩展阅读
維基物種上的相關：沼澤鰍